# Drosophila cestri
Drosophila cestri este o specie de muște din genul Drosophila, familia Drosophilidae, descrisă de Brncic în anul 1978. Conform Catalogue of Life specia Drosophila cestri nu are subspecii cunoscute.